# Поляков, Николай Николаевич (полковник)
Николай Николаевич Поляков (5 апреля 1878 — ?) — полковник Российской императорской армии; участник Первой мировой войны, кавалер четырёх орденов Российской империи (в том числе ордена Святого Георгия 4-й степени), обладатель Георгиевского оружия и кавалер советского ордена Красного Знамени. После революции перешёл на службу в Рабоче-крестьянскую Красную армию.

## Биография
Родился 5 апреля 1878 года. Из потомственных дворян С.-Петербургской губернии. Общее образование получил в Александровском кадетском корпусе и в военной школе при Ярославском кадетском корпусе, военное - в С.-Петербургском пехотном юнкерском училище.
По состоянию на 6 декабря 1913 года находился в чине штабс-капитана и служил в Финляндском 3-м стрелковом полку. Участвовал в Первой мировой войне. По состоянию на 4 марта 1915 года находился в чине капитана в том же полку. 1 сентября 1915 года получил чин подполковника, с формулировкой «за отличия в делах» и со старшинством с 10 июня того же года. По состоянию на 3 февраля 1915 года служил в том же чине и в том же полку. 11 декабря 1916 года получил чин полковника. В 1917 году был командиром Финляндского 1-го стрелкового полка. 
После революции перешёл на службу в Красную армию и был назначен начальником штаба 8-й бригады 3-й дивизии.

## Награды
Советские
- Орден Красного Знамени (1924)[1];

Нарады Российской империи
- Орден Святого Георгия 4-й степени (3 февраля 1916)[1];
- Георгиевское оружие (21 ноября 1915)[1];
- Орден Святого Владимира 4-й степени с мечами и бантом (4 марта 1915)[1];
- Орден Святой Анны 2-й степени с мечами (30 апреля 1916)[1];
- Орден Святого Станислава 2-й степени (6 декабря 1913) с мечами (11 декабря 1916)[1].